# Internationaal Verdrag voor de veiligheid van mensenlevens op zee
Het Internationaal Verdrag voor de veiligheid van mensenlevens op zee (International Convention for the Safety of Life at Sea, het SOLAS-verdrag) is het belangrijkste internationale verdrag voor de veiligheid op zee en kwam in 1914 tot stand na de ramp met de Titanic in 1912. SOLAS valt sinds 1954 onder de Internationale Maritieme Organisatie (IMO).
SOLAS beschrijft aan welke eisen zeegaande schepen moeten voldoen op het gebied van constructie, uitrusting en bemanning, afhankelijk van het vaargebied. De uitrusting bestaat onder andere uit de radio-apparatuur en de veiligheidsmiddelen, zoals reddingssloepen, -vlotten en brandbestrijdingsmiddelen.
Het toezicht op de naleving van SOLAS ligt bij de vlaggenstaat, hoewel dit steeds meer wordt uitbesteed aan classificatiebureaus.

## Geschiedenis
In 1889 was tijdens de Internationale Maritieme Conferentie van Washington al een poging gedaan te komen tot een geheel van internationale veiligheidseisen voor de scheepvaart. Door tegengestelde belangen was men toen echter niet verder dan het vaststellen van bepalingen ter voorkoming van aanvaring op zee.
Na de ramp met de Titanic in 1912 werd in 1914 de eerste SOLAS-conventie aangenomen, ondertekend door veertien landen. Hierin werd onder andere bepaald dat er een patrouille voor ijsbergen opgezet moest worden, de International Ice Patrol. Verder werden eisen gesteld aan het minimumaantal sloepen en een ononderbroken radiowacht op een vaste noodfrequentie. In 1929 werd na de ondergang van de Vestris het jaar daarvoor het verdrag aangepast en werden eisen gesteld aan de waterdichte integriteit, structurele brandbescherming en brandwerende schotten, ditmaal ondertekend door veertig landen.
Hoewel IMCO, de voorloper van de IMO, al in 1948 was opgericht, werd deze pas in 1954 actief. In 1960 werd SOLAS voor het eerst aangepast onder vlag van de IMCO. De laatste SOLAS is die van 1974 die van kracht werd op 25 mei 1980. De bedoeling is dat dit de laatste versie is en dat aanpassingen plaatsvinden via amendementen die stilzwijgend worden geaccepteerd door de staten. Vrijwel elk jaar zijn er aanpassingen.
Regelmatig is dit naar aanleiding van scheepsrampen, zoals toen op 16 maart 1978 de Amoco Cadiz aan de grond liep, drie mijl voor de kust van Bretagne. Als gevolg hiervan brak het schip en stroomde 200.000 ton ruwe olie in zee, waarbij het Kanaal werd vervuild, en het Bretonse strand schade opliep over een lengte van ruim 300 kilometer. Maatregelen om dit te voorkomen, werden opgenomen in zowel SOLAS als MARPOL. Ook de ramp met de Herald of Free Enterprise in 1987 en de Estonia in 1994 waren aanleiding tot aanvullende eisen in SOLAS.
De invoering van GMDSS vanaf 1993 betekende de grootste verandering in maritieme communicatie sinds de uitvinding van de radio. De invoering van de ISM-code vanaf 1998 richtte zich niet op constructie of uitrusting, maar moest het veiligheidsmanagement op een hoger niveau brengen. In 2000 werd het geharmoniseerd systeem van onderzoek en certificering (Harmonised System of Ship Survey and Certification, HSSC) van kracht, waardoor de certificatie van SOLAS, MARPOL en het Uitwateringsverdrag en het benodigde onderzoek (survey) daarvoor op elkaar worden afgestemd. De gebeurtenissen op 11 september 2001 waren aanleiding om versneld de ISPS-code in te voeren via SOLAS.
Ondanks de toenemende regelgeving vinden er nog dusdanig veel ongelukken plaats, dat de havenstaatcontrole (Port State Control) is ingesteld. Feitelijk was dit een reactie op het tekortschieten van de controles van de vlaggenstaten en dan vooral de goedkope vlaggen, die dit gedelegeerd hebben naar classificatiebureaus.

## Hoofdstukken overzicht SOLAS
- Hoofdstuk I - Algemene voorzieningen (CI)
- Hoofdstuk II-1 - Scheepsconstructie - sterkte, waterdichte indeling, stabiliteit, werktuigen en elektrische installaties (IS, NOISE)
- Hoofdstuk II-2 - Scheepsconstructie - brandbescherming, branddetectie en brandbestrijding (FSS, FTP, A&I)
- Hoofdstuk III - Reddingsmiddelen en -voorzieningen en veiligheidsmiddelen (LSA)
- Hoofdstuk IV - Radiocommunicatie (GMDSS, NAVTEX Manual)
- Hoofdstuk V - Veilige navigatie (Internationaal Seinboek, IAMSAR, SMCP, GPSR)
- Hoofdstuk VI - Vervoer van lading (CSS, TDC, IMSBC, IMDG, BLU, Graancode)
- Hoofdstuk VII - Vervoer gevaarlijke stoffen (IMDG, CSS, IMSBC, IBC, IGC, INF)
- Hoofdstuk VIII - Reactorschepen (Veiligheidscode voor reactorvrachtschepen)
- Hoofdstuk IX - Management voor de veilige exploitatie van schepen (ISM)
- Hoofdstuk X - Hogesnelheidsschepen (HSC)
- Hoofdstuk XI-1 - Speciale maatregelen ter bevordering van de veiligheid op zee (RO)
- Hoofdstuk XI-2 - Speciale maatregelen ter bevordering van de maritieme beveiliging (ISPS)
- Hoofdstuk XII - Aanvullende veiligheidsmaatregelen voor bulkcarriers
- Hoofdstuk XIII - Verificatie van de naleving
- Hoofdstuk XIV - Veiligheidsmaatregelen voor schepen die in polaire wateren varen (Polar)

## Hoofdstukken
Hoofdstuk II - ScheepsconstructieDit hoofdstuk bevat voorschriften die van belang zijn bij het bouwen van een schip. Zaken zoals stabiliteit, elektrische installaties, brandbescherming, waterdichte indeling e.d. worden hierin beschreven.
Hoofdstuk III - Reddingsmiddelen/voorzieningen en veiligheidsmiddelenLife-saving appliances and arrangements.  Alle voorschriften over reddingsmiddelen worden beschreven in dit hoofdstuk. Het gaat dan bijvoorbeeld over het aantal reddingsvlotten, reddingssloepen, reddingsvesten aan boord, man-over-boord boten en de vereiste oefeningen en inspectierondes.
Hoofdstuk IV - Radiocommunicatie (GMDSS)Voorschriften omtrent radio communicatie en de daarvoor gebruikte apparatuur zijn te vinden in dit hoofdstuk. Welke apparatuur aan boord moet zijn voor welke vaargebieden, voorschriften over de marifoon, EPIRB, SART, korte golf radiozenders worden allemaal behandeld in hoofdstuk IV.
Hoofdstuk V - Veilige navigatieHet bijzondere van dit hoofdstuk is dat alle schepen, met welk type reis dan ook zich aan deze regels te houden hebben. Dit in tegenstelling tot de overige hoofdstukken. Echter wordt er aan de vlaggenstaten wel ruimte gegeven om wijzigingen aan te brengen aan de voorschriften waar voornamelijk kleine schepen mee ontlast worden.
Hierin wordt het volgende omschreven:
- Welke kaarten evt. boekwerken zich aan boord moeten bevinden
- Welke apparaten zoals AIS, LRIT, VDR, radar, gyrokompas, magnetisch kompas aan boord moeten zijn

Ook operationele zaken aan boord ten behoeve van de navigatie worden behandeld:
- Het bijwerken van de boeken en kaarten aan boord
- Bemanning dient adequaat en voldoende onderricht/gediplomeerd te zijn
- Het bijhouden van een scheepslogboek